# فلوروکسن
فلوروکسن (انگلیسی: Fluroxene) یک بی حس کننده فرار و استنشاقی است.